# Rhinocypha perforata
Rhinocypha perforata е вид водно конче от семейство Chlorocyphidae. Видът не е застрашен от изчезване.

## Разпространение
Разпространен е във Виетнам, Индия, Китай (Гуандун, Гуанси, Хайнан и Юннан), Лаос, Малайзия (Западна Малайзия), Мианмар, Провинции в КНР, Тайван, Тайланд и Хонконг.

## Описание
Популацията на вида е стабилна.